# Mário Kertész
Mário de Melo Kertész (Salvador, 21 de março de 1944) é um político, professor, administrador de empresas, empresário e radialista brasileiro, filho de judeus, pai húngaro e mãe amazonense.

## Biografia
Mário Kertész é formado em Administração de Empresas pela Universidade Federal da Bahia, pós-graduado na Espanha e na França. Como professor, lecionou Introdução à Administração na faculdade onde estudou, UFBA. Fala cinco idiomas: português, francês, espanhol, inglês e italiano. Tem cinco filhos: Duda Kertész, presidente de uma empresa e, em abril de 2012, capa da Revista Veja, Francisco (Chico), diretor geral do Grupo Metrópole, Sérgio, Mariana e Marcelo, que assina o projeto gráfico do Jornal da Metrópole.

## Vida pública
Iniciou sua vida pública aos 22 anos, como chefe de gabinete do Secretário de Finanças Luís Sande, na gestão do então prefeito de Salvador, Antônio Carlos Magalhães (ACM), no ano de 1967.
Na primeira gestão de ACM como governador da Bahia (1971-1975), Kertész, aos 26 anos, foi o primeiro titular da Secretaria do Planejamento, Ciência e Tecnologia, órgão responsável pela implantação do Centro Administrativo da Bahia, do Parque Metropolitano de Pituaçu e pela primeira etapa das obras de recuperação do Centro Histórico de Salvador.
Foi chefe de gabinete de ACM, quando este assumiu a presidência da Eletrobrás, entre 1975 e 1978, e prefeito nomeado de Salvador (1979-1981)por ACM em seu segundo governo.
Ao término de seu mandato na Prefeitura de Salvador, em 1981, Mário Kertész rompe com o carlismo (designação do movimento político surgido na Bahia sob a liderança de Antonio Carlos Magalhães), filiando-se ao PMDB, conseguindo fazer de sua então mulher, Eliana Kertész, a vereadora mais votada de Salvador em 1982. Em 1985, derrotou o deputado federal Marcelo Cordeiro na convenção do partido, tornando-se candidato à prefeitura de Salvador. Em 15 de novembro do mesmo ano, foi eleito o primeiro prefeito de Salvador por voto popular, com apoio da esquerda, após 23 anos do regime militar.
Nessa segunda gestão, ajudou a eleger Waldir Pires governador da Bahia em 1986, com o apoio de outros ex-carlistas, como os então senadores Luís Viana Filho e Jutahy Magalhães, o então deputado federal Ruy Bacelar e o ex-prefeito de Guanambi, Nilo Coelho, seu amigo de juventude, escolhido vice na chapa de um dos líderes do "grupo histórico" do PMDB.
Articula a candidatura de Gilberto Gil, presidente da Fundação Gregório de Mattos, para a sua sucessão em 1988, vetada pelo governador Waldir Pires. Por conta disso, aliou-se ao empresário do setor de comunicação Pedro Irujo para lançar a candidatura do radialista Fernando José à prefeitura da capital, eleito naquele pleito.
No ano seguinte, 1989, Fernando José rompe os acordos políticos, abandona projetos em andamento, rescinde contratos, interrompe obras e, com o apoio do Jornal A Tarde, deflagra uma cerrada campanha contra Kertész. É novamente candidato à prefeitura de Salvador, em 1992. Perde a eleição para Lídice da Mata e abandona a carreira política para se dedicar à iniciativa privada.
Atendendo ao convite do PMDB, filia-se ao partido em 2011, e é lançado como candidato a Prefeito de Salvador, após 19 anos afastado da vida político-partidária. Nas eleições de 2012 fica apenas na terceira colocação no primeiro turno e rompe com o PMDB, que apoia o candidato carlista ACM Neto, para apoiar o candidato do PT, Nelson Pelegrino.

## Mandatos
Mário Kertész foi prefeito da cidade de Salvador por duas vezes. Sua primeira gestão, entre 1979 e 1981, foi como prefeito biônico, indicado pelo então governador Antônio Carlos Magalhães em seu segundo governo. As principais obras e realizações desta primeira administração foram a criação da Limpurb (Empresa de Limpeza Urbana de Salvador), responsável pela coleta de lixo da cidade e da Transur (Companhia de Transportes Urbanos de Salvador), todas em 1979. Mais tarde, em 1997 a Transur seria extinta.
Voltou à prefeitura sendo eleito democraticamente em 15 de novembro de 1985, já rompido com ACM, campanha idealizada pelo publicitário baiano Duda Mendonça. Recebeu o apoio de Waldir Pires, na época ministro da Previdência, e do então senador e correligionário Fernando Henrique Cardoso, derrotado no mesmo ano em São Paulo por Jânio Quadros. Assumiu em 1 de janeiro de 1986 para um mandato atípico de 3 anos.
Foi nesta segunda administração que Mário Kertész realizou as obras projetadas por Lina Bo Bardi e pelo arquiteto carioca João Filgueiras Lima, o "Lelé". Dentre outras, o Palácio Tomé de Sousa, sede atual da Prefeitura de Salvador, construída em aço e vidro em 14 dias e inaugurada em 16 de maio de 1986; instalação da Fábrica de Cidades, FAEC, numa área de 140.000 m², com objetivo de produzir peças de argamassa armada em larga escala, destinadas à construção de diversos equipamentos comunitários com qualidade, rapidez e baixo custo, como escolas municipais construídas em argamassa armada; criação, em fevereiro de 1986, da EMTURSA atual Saltur e da Prodasal (Companhia de Processamento de Dados de Salvador); criação do Diário Oficial do Município.[carece de fontes?]
Ainda no segundo mandato, na área cultural, criou a Fundação Gregório de Mattos, em 1986, com o objetivo de valorizar, preservar e resgatar as artes em Salvador. Convidou o cantor e compositor Gilberto Gil para ocupar a presidência do órgão; inaugurou o Teatro Gregório de Mattos e levou adiante as obras de recuperação do Centro Histórico de Salvador, 1988, e da Casa do Benin 1987, marco dos laços históricos da cidade com a África; criou o projeto Boca de Brasa, executado em bairros carentes com apresentações teatrais, utilizando palcos móveis.

## Mário Kertész e a Assembléia Nacional Constituinte de 1988
Eleito presidente da Associação Brasileira dos Prefeitos de Capitais, ABPC, Kertész liderou, junto à Assembleia Nacional Constituinte, o movimento que pugnava por uma maior participação dos municípios na arrecadação da União, que resultou nas conquistas finalmente asseguradas na Constituição Federal de 1988.[carece de fontes?]

## Faec/Servia/Engepar
Durante a segunda gestão de Mário Kertész a empreiteira Sérvia, por meio de concorrência pública, foi contratada pela FAEC para fornecimento de material e mão-de-obra, sendo sucedida pela Engepar, do mesmo grupo. Antes do término do seu mandato, a Engepar muda de dono e Kertész decide rescindir o contrato com a empresa. Após o rompimento com Fernando José, seu sucessor, Kertész foi sistematicamente atacado por supostas irregularidades nesta contratação, embora existissem contratos semelhantes com outras empreiteiras sem qualquer questionamento.
Dias após tomar posse, Fernando José contrata novamente a Engepar, porém sem abrir concorrência pública e, por essa razão, em agosto de 1989, rescinde o contrato, fechando as portas da FAEC, sem aviso nem acordo com os empregados. O então prefeito Fernando José sucateia a FAEC, empresa responsável pelo projeto do primeiro Hospital Sarah do Brasil, resultando em grande prejuízo ao patrimônio municipal.
A respeito do caso Faec/Servia/Engepar, Mário Kertész teve sua gestão investigada pelo Tribunal de Contas da União e, após inquérito, foi excluído de todos os processos, com a concordância da Procuradoria do Município na gestão de Fernando José,[carece de fontes?] que não constatou nenhuma irregularidade nos atos de Mário Kertész durante seu mandato. Teve o caso reaberto pelo Ministério Público, em 1991, que reconheceu a inocência.

## Experiência como radialista e a aquisição de rádios
Ainda como prefeito de Salvador, iniciou sua trajetória de radialista (prestava contas da sua gestão) apresentando um programa de rádio em que divulgava os projetos e as obras da prefeitura, uma vez que o projeto político que o levou ao Palácio Tomé de Souza, pela segunda vez, tinha como viés a aproximação do poder com o povo, o que foi sinalizado com o retorno da sede do governo à Praça Municipal, primeira praça dos três poderes do Brasil. A interlocução com a população passou a ser feita por Kertész através de programa transmitido em cadeia por diversas rádios.
Com a repercussão, a rede de comunicação passou a ser ameaçada e a maioria das concessionárias temia represálias. Nessa época, ACM exercia o cargo de Ministro das Comunicações entre 1985 e 1990, sendo inimigo político declarado de Mário Kertész.
De modo a garantir a execução do projeto político, foram adquiridas, por um grupo liderado por Alceu Lisboa, empresário da área de educação, três rádios que então passavam por uma crise financeira, agravada pelas concessões distribuídas no governo Sarney.
Com a decisão de Kertész de abandonar a carreira política, interrompendo assim o projeto, o grupo liderado por Alceu Lisboa perdeu o interesse em manter as rádios, vendendo-as em seguida. A família de Kertész adquire as emissoras, desfazendo-se pouco depois da Itaparica FM e levando à negociação a Rádio Clube com a Assembléia de Deus, o que não vingou. É mantida a Rádio Cidade, atual Rádio Metrópole. Novos projetos foram lançados mais tarde, incrementando seu empreendimento jornalístico: a revista Metrópole (2007), o Jornal da Metrópole, tabloide distribuído gratuitamente nos principais pontos de Salvador (2008) e até a TV Metrópole, existente apenas no site da rádio. Nesse período, Kertész conclui o curso de radialista.

## Jornal da Bahia
Presidido por seu fundador, João Falcão, militante comunista, o Jornal da Bahia nasceu e cresceu como oposição à ditadura e a Antônio Carlos Magalhães. Entrou em declínio quando foi vendido, em 1983, ao próprio ACM, que sempre fez de tudo para fechá-lo. O fim da ditadura militar e a venda ao principal opositor, fez com que o Jornal da Bahia perdesse aquilo que seduzia e estimulava seus leitores, o que agravou sobremodo a sua já combalida situação financeira.
Em 1990, em meio à crise, os acionistas resolveram contratar um executivo fora do seu corpo administrativo. Mário Kertész foi eleito em assembléia para o cargo de Presidente da Diretoria Executiva, com mandato de dois anos, sendo reeleito uma única vez. Nesse período, entre 1990 e 1994, MK, seguindo o exemplo do Notícias Populares de São Paulo, mudou a linha editorial do Jornal da Bahia, tornando-a mais popular, reduziu o número de páginas e instalou sua redação no mesmo prédio da então Rádio Cidade, como forma de reduzir custos.
Tais esforços foram praticamente anulados pela recessão econômica que se abateu sobre o País, resultado da hiper inflação (1.200% a.a) deixada pelo governo José Sarney e pelo confisco monetário decretado no governo de Fernando Collor, fatores determinantes para o fechamento do jornal em fevereiro de 1994.
O nome Jornal da Bahia, mais tarde, acabou sendo utilizado exclusivamente por ele num dos programas da rádio Metrópole FM.